# Joseph-Adolphe Tessier
Pour les articles homonymes, voir Tessier.
Joseph-Adolphe Tessier, né le 17 décembre 1861 à Sainte-Anne-de-la-Pérade et mort le 4 novembre 1928 à Trois-Rivières, est un avocat, militaire et homme politique québécois.
Il est député à l'Assemblée législative du Québec de la circonscription de Trois-Rivières de 1904 à 1921 sous la bannière du Parti libéral du Québec.
Simultanément, il est maire de Trois-Rivières de 1913 à 1921.